# Мері Карілло
Мері Карілло (англ. Mary Carillo; нар. 15 березня 1957) — колишня американська тенісистка.
Найвищу одиночну позицію світового рейтингу — 33 місце досягла January 1980 року.
Перемагала на турнірах Великого шолома в змішаному парному розряді.
Завершила кар'єру 1980 року.

## Кар'єра

#### Фінали Туру WTA
Парний розряд 1
| Результат | Ранг | Дата          | Турнір                                             | Покриття | Партнерка     | Суперниці                | Рахунок       |
| --------- | ---- | ------------- | -------------------------------------------------- | -------- | ------------- | ------------------------ | ------------- |
| Поразка   | 9.   | 8 серпня 1977 | U.S. Open Clay Courts (Індіанаполіс, Індіана, США) | ґрунт    | Венді Овертон | Лінкі Бошофф Ілана Клосс | 7–5, 5–7, 3–6 |

Мікст 1
| Легенда        |   |
| Великий шлем   | 1 |
| Чемпіонати WTA | 0 |
| Tier I         | 0 |
| Tier II        | 0 |
| Tier III       | 0 |
| Tier IV & V    | 0 |

| Титули за покриттям |   |
| Тверде              | 0 |
| Ґрунт               | 1 |
| Трава               | 0 |
| Килим               | 0 |

| Результат | Ранг | Дата          | Турнір                                        | Покриття | Партнер       | Суперниці                  | Рахунок  |
| --------- | ---- | ------------- | --------------------------------------------- | -------- | ------------- | -------------------------- | -------- |
| Перемога  | 1.   | 5 червня 1977 | Відкритий чемпіонат Франції з тенісу, Франція | Ґрунт    | Джон Макінрой | Іван Моліна Флоренца Міхай | 7–6, 6–3 |